# 皮德斯塔夫基 (佐洛托諾沙區)
49°52′37″N 31°53′6″E / 49.87694°N 31.88500°E
皮德斯塔夫基（烏克蘭語：Підставки）是位於烏克蘭中部的村莊，由切爾卡瑟州佐洛托諾沙區的赫利米亞濟夫市鎮負責管轄。該村始建於1666年，面積2.16平方公里，海拔高度95米，2001年人口644，人口密度每平方公里298.1人。